# Справжній Санта
Справжній Санта — українська повнометражна комедія 2022 року. Режисер — Маркіян Мірошниченко. Прокат в Україні з 13 січня 2022 року.

## Сюжет
До новорічних свят залишаються лічені дні. В домівках пахне різдвяною випічкою, весело мерехтять гірлянди, а іскриста ялинка таємничо обіцяє виконання усіх бажань. Проте чи справдяться вони, якщо Санта вирішить піти у відставку?

## У ролях
В фільмі знімалися:
- Богдан Бенюк
- Олександр Попов
- Ксенія Мішина
- Дар'я Петрожицька
- Володимир Шумко
- Михайло Аугуст
- Анна Добриднєва
- Юлія Ігнатченко
- Валентин Міхієнко
- Євген Олійник
- Аріна Бандура
- Костянтин Трембовецький
- Сергій Журавльов
- Валерія Товстолєс
- Катерина Нікітіна
- Софія Яремова
- Данило Нікіфоров
- Богдан Адаменко
- Анна Корабльова
- Олександр Мирошниченко
- Юлія Мухригіна
- Денис Садченко
- Ольга Скороходова
- Ірина Бондар